# Ecclesia integra
Een ecclesia integra of gehele kerk was in de middeleeuwen een volwaardige parochiekerk die de volledige cijns (belastingen) afdroeg.
Zo'n kerk mocht alle godsdienstige handelingen verrichten, zoals doopsel, plechtige communie en begrafenissen. Bij de halve kerk (ecclesia media) waren de rechten beperkt.